# 15e étape du Tour de France 2001
Pour un article plus général, voir Tour de France 2001.
La 15e étape du Tour de France 2001 a eu lieu le 24 juillet 2001 entre Pau et Lavaur sur une distance de 232,5 km. Elle a été remportée par le Belge Rik Verbrugghe (Lotto-Adecco) devant les Italiens Marco Pinotti (Lampre-Daikin) et Alessandro Petacchi (Fassa Bortolo). L'Américain Lance Armstrong conserve le maillot jaune à l'issue de l'étape.

## Classement de l'étape
| \| Classement de l'étape \| Classement de l'étape \| Classement de l'étape \| Classement de l'étape \| Classement de l'étape \| \| Coureur \| Coureur \| Pays \| Équipe \| Temps \| \| --------------------- \| --------------------- \| --------------------- \| ------------------------------- \| --------------------- \| \| 1er \| Rik Verbrugghe \| Belgique \| Lotto-Adecco \| 5 h 16 min 21 s \| \| 2e \| Marco Pinotti \| Italie \| Lampre-Daikin \| + 0 s \| \| 3e \| Alessandro Petacchi \| Italie \| Fassa Bortolo \| + 6 s \| \| 4e \| Sylvain Chavanel \| France \| Bonjour \| + 6 s \| \| 5e \| Nico Mattan \| Belgique \| Cofidis-Le Crédit par Téléphone \| + 6 s \| \| 6e \| Nicolas Jalabert \| France \| CSC-Tiscali \| + 6 s \| \| 7e \| Michael Boogerd \| Pays-Bas \| Rabobank \| + 6 s \| \| 8e \| Franck Bouyer \| France \| Bonjour \| + 6 s \| \| 9e \| Marco Serpellini \| Italie \| Lampre-Daikin \| + 6 s \| \| 10e \| Daniele Nardello \| Italie \| Mapei-Quick Step \| + 6 s \| |                     |          |                                 |                 |
| |                     |          |                                 |                 |
| |                     |          |                                 |                 |
| Classement de l'étape |                     |          |                                 |                 |
| Coureur | Coureur             | Pays     | Équipe                          | Temps           |
| 1er | Rik Verbrugghe      | Belgique | Lotto-Adecco                    | 5 h 16 min 21 s |
| 2e | Marco Pinotti       | Italie   | Lampre-Daikin                   | + 0 s           |
| 3e | Alessandro Petacchi | Italie   | Fassa Bortolo                   | + 6 s           |
| 4e | Sylvain Chavanel    | France   | Bonjour                         | + 6 s           |
| 5e | Nico Mattan         | Belgique | Cofidis-Le Crédit par Téléphone | + 6 s           |
| 6e | Nicolas Jalabert    | France   | CSC-Tiscali                     | + 6 s           |
| 7e | Michael Boogerd     | Pays-Bas | Rabobank                        | + 6 s           |
| 8e | Franck Bouyer       | France   | Bonjour                         | + 6 s           |
| 9e | Marco Serpellini    | Italie   | Lampre-Daikin                   | + 6 s           |
| 10e | Daniele Nardello    | Italie   | Mapei-Quick Step                | + 6 s           |

## Classement général
| \| Classement général \| Classement général \| Classement général \| Classement général \| Classement général \| \| Coureur \| Coureur \| Pays \| Équipe \| Temps \| \| ------------------ \| ------------------------- \| ------------------ \| ------------------------------- \| ------------------ \| \| 1er \| Lance Armstrong \| États-Unis \| US Postal Service \| DQ \| \| 2e \| Jan Ullrich \| Allemagne \| Deutsche Telekom \| + 5 min 05 s \| \| 3e \| Andrei Kivilev \| Kazakhstan \| Cofidis-Le Crédit par Téléphone \| + 5 min 13 s \| \| 4e \| Joseba Beloki \| Espagne \| ONCE-Eroski \| + 6 min 33 s \| \| 5e \| François Simon \| France \| Bonjour \| + 10 min 54 s \| \| 6e \| Igor González de Galdeano \| Espagne \| ONCE-Eroski \| + 12 min 04 s \| \| 7e \| Óscar Sevilla \| Espagne \| Kelme-Costa Blanca \| + 13 min 55 s \| \| 8e \| Michael Boogerd \| Pays-Bas \| Rabobank \| + 16 min 15 s \| \| 9e \| Santiago Botero \| Colombie \| Kelme-Costa Blanca \| + 17 min 49 s \| \| 10e \| Marcos Serrano \| Espagne \| ONCE-Eroski \| + 19 min 20 s \| |                           |            |                                 |               |
| |                           |            |                                 |               |
| |                           |            |                                 |               |
| Classement général |                           |            |                                 |               |
| Coureur | Coureur                   | Pays       | Équipe                          | Temps         |
| 1er | Lance Armstrong           | États-Unis | US Postal Service               | DQ            |
| 2e | Jan Ullrich               | Allemagne  | Deutsche Telekom                | + 5 min 05 s  |
| 3e | Andrei Kivilev            | Kazakhstan | Cofidis-Le Crédit par Téléphone | + 5 min 13 s  |
| 4e | Joseba Beloki             | Espagne    | ONCE-Eroski                     | + 6 min 33 s  |
| 5e | François Simon            | France     | Bonjour                         | + 10 min 54 s |
| 6e | Igor González de Galdeano | Espagne    | ONCE-Eroski                     | + 12 min 04 s |
| 7e | Óscar Sevilla             | Espagne    | Kelme-Costa Blanca              | + 13 min 55 s |
| 8e | Michael Boogerd           | Pays-Bas   | Rabobank                        | + 16 min 15 s |
| 9e | Santiago Botero           | Colombie   | Kelme-Costa Blanca              | + 17 min 49 s |
| 10e | Marcos Serrano            | Espagne    | ONCE-Eroski                     | + 19 min 20 s |

## Classements annexes
| Classement par points | Classement par points | Classement par points | Classement par points | Classement par points |
| Coureur               | Coureur               | Pays                  | Équipe                | Points                |
| --------------------- | --------------------- | --------------------- | --------------------- | --------------------- |
| 1er                   | Stuart O'Grady        | Australie             | Crédit Agricole       | 140 pts               |
| 2e                    | Erik Zabel            | Allemagne             | Deutsche Telekom      | 127 pts               |
| 3e                    | Lance Armstrong       | États-Unis            | US Postal Service     | DQ                    |
| 4e                    | Jan Ullrich           | Allemagne             | Deutsche Telekom      | 103 pts               |
| 5e                    | Damien Nazon          | France                | Bonjour               | 92 pts                |

| Classement par points | Classement par points | Classement par points | Classement par points | Classement par points |
| Coureur               | Coureur               | Pays                  | Équipe                | Points                |
| --------------------- | --------------------- | --------------------- | --------------------- | --------------------- |
| 1er                   | Stuart O'Grady        | Australie             | Crédit Agricole       | 140 pts               |
| 2e                    | Erik Zabel            | Allemagne             | Deutsche Telekom      | 127 pts               |
| 3e                    | Lance Armstrong       | États-Unis            | US Postal Service     | DQ                    |
| 4e                    | Jan Ullrich           | Allemagne             | Deutsche Telekom      | 103 pts               |
| 5e                    | Damien Nazon          | France                | Bonjour               | 92 pts                |

| Classement de la montagne | Classement de la montagne | Classement de la montagne | Classement de la montagne | Classement de la montagne |
| Coureur                   | Coureur                   | Pays                      | Équipe                    | Points                    |
| ------------------------- | ------------------------- | ------------------------- | ------------------------- | ------------------------- |
| 1er                       | Laurent Jalabert          | France                    | CSC-Tiscali               | 257 pts                   |
| 2e                        | Jan Ullrich               | Allemagne                 | Deutsche Telekom          | 211 pts                   |
| 3e                        | Lance Armstrong           | États-Unis                | US Postal Service         | DQ                        |
| 4e                        | Laurent Roux              | France                    | Jean Delatour             | 195 pts                   |
| 5e                        | Stefano Garzelli          | Italie                    | Mapei-Quick Step          | 164 pts                   |

| Classement de la montagne | Classement de la montagne | Classement de la montagne | Classement de la montagne | Classement de la montagne |
| Coureur                   | Coureur                   | Pays                      | Équipe                    | Points                    |
| ------------------------- | ------------------------- | ------------------------- | ------------------------- | ------------------------- |
| 1er                       | Laurent Jalabert          | France                    | CSC-Tiscali               | 257 pts                   |
| 2e                        | Jan Ullrich               | Allemagne                 | Deutsche Telekom          | 211 pts                   |
| 3e                        | Lance Armstrong           | États-Unis                | US Postal Service         | DQ                        |
| 4e                        | Laurent Roux              | France                    | Jean Delatour             | 195 pts                   |
| 5e                        | Stefano Garzelli          | Italie                    | Mapei-Quick Step          | 164 pts                   |

| Classement du meilleur jeune | Classement du meilleur jeune | Classement du meilleur jeune | Classement du meilleur jeune | Classement du meilleur jeune |
| Coureur                      | Coureur                      | Pays                         | Équipe                       | Temps                        |
| ---------------------------- | ---------------------------- | ---------------------------- | ---------------------------- | ---------------------------- |
| 1er                          | Óscar Sevilla                | Espagne                      | Kelme-Costa Blanca           | 68 h 00 min 27 s             |
| 2e                           | Francisco Mancebo            | Espagne                      | iBanesto.com                 | + 10 min 31 s                |
| 3e                           | Sven Montgomery              | Suisse                       | La Française des jeux        | + 25 min 16 s                |
| 4e                           | Jörg Jaksche                 | Allemagne                    | ONCE-Eroski                  | + 46 min 08 s                |
| 5e                           | Denis Menchov                | Russie                       | iBanesto.com                 | + 1 h 08 min 52 s            |

| Classement du meilleur jeune | Classement du meilleur jeune | Classement du meilleur jeune | Classement du meilleur jeune | Classement du meilleur jeune |
| Coureur                      | Coureur                      | Pays                         | Équipe                       | Temps                        |
| ---------------------------- | ---------------------------- | ---------------------------- | ---------------------------- | ---------------------------- |
| 1er                          | Óscar Sevilla                | Espagne                      | Kelme-Costa Blanca           | 68 h 00 min 27 s             |
| 2e                           | Francisco Mancebo            | Espagne                      | iBanesto.com                 | + 10 min 31 s                |
| 3e                           | Sven Montgomery              | Suisse                       | La Française des jeux        | + 25 min 16 s                |
| 4e                           | Jörg Jaksche                 | Allemagne                    | ONCE-Eroski                  | + 46 min 08 s                |
| 5e                           | Denis Menchov                | Russie                       | iBanesto.com                 | + 1 h 08 min 52 s            |

| Classement par équipes | Classement par équipes | Classement par équipes | Classement par équipes |
| Équipe                 | Équipe                 | Pays                   | Temps                  |
| ---------------------- | ---------------------- | ---------------------- | ---------------------- |
| 1re                    | Kelme-Costa Blanca     | Espagne                | 203 h 31 min 17 s      |
| 2e                     | ONCE-Eroski            | Espagne                | + 9 min 17 s           |
| 3e                     | Rabobank               | Pays-Bas               | + 34 min 54 s          |
| 4e                     | Bonjour                | France                 | + 35 min 56 s          |
| 5e                     | Deutsche Telekom       | Allemagne              | + 43 min 52 s          |

| Classement par équipes | Classement par équipes | Classement par équipes | Classement par équipes |
| Équipe                 | Équipe                 | Pays                   | Temps                  |
| ---------------------- | ---------------------- | ---------------------- | ---------------------- |
| 1re                    | Kelme-Costa Blanca     | Espagne                | 203 h 31 min 17 s      |
| 2e                     | ONCE-Eroski            | Espagne                | + 9 min 17 s           |
| 3e                     | Rabobank               | Pays-Bas               | + 34 min 54 s          |
| 4e                     | Bonjour                | France                 | + 35 min 56 s          |
| 5e                     | Deutsche Telekom       | Allemagne              | + 43 min 52 s          |